# Heterochelus nudus
Heterochelus nudus är en skalbaggsart som beskrevs av Kulzer 1960. Heterochelus nudus ingår i släktet Heterochelus och familjen Melolonthidae. Inga underarter finns listade i Catalogue of Life.